# Église Saint-Germain de Guéron
Pour les articles homonymes, voir Église Saint-Germain.
L'église Saint-Germain est une église catholique située à Guéron, en France. Datant du XIIe siècle, elle est en partie classée aux monuments historiques.

## Localisation
L'église est située dans le département français du Calvados, dans le petit bourg de Guéron.

## Historique
L'abside (XIIe siècle) et le chœur de style roman sont remarquablement conservés. La nef est du XIXe siècle. Le clocher profondément lézardé par la foudre en 1850 a été abattu en 1851 et reconstruit en style néo-roman à l'extrémité ouest de la nef. La base carrée de l'ancien clocher situé sur le côté sud de l'église a été conservée et est devenue la sacristie après avoir été la chapelle Sainte-Anne. De nombreux modillons médiévaux ornent le pourtour de l'église, d'autres ont été ajoutés au XIXe siècle ou après la guerre 1939-1945.
Le chœur est classé au titre des monuments historiques depuis le 6 août 1915.
Quatre éléments sont classés à titre d'objet depuis le 8 janvier 1985 : 
- La statue en bois de Saint-Germain. (XVIIe siècle)
- La statue en pierre de la vierge à l'enfant. (XIXe siècle)
- La chaire à prêcher en pierre.
- Le confessionnal.

## Architecture

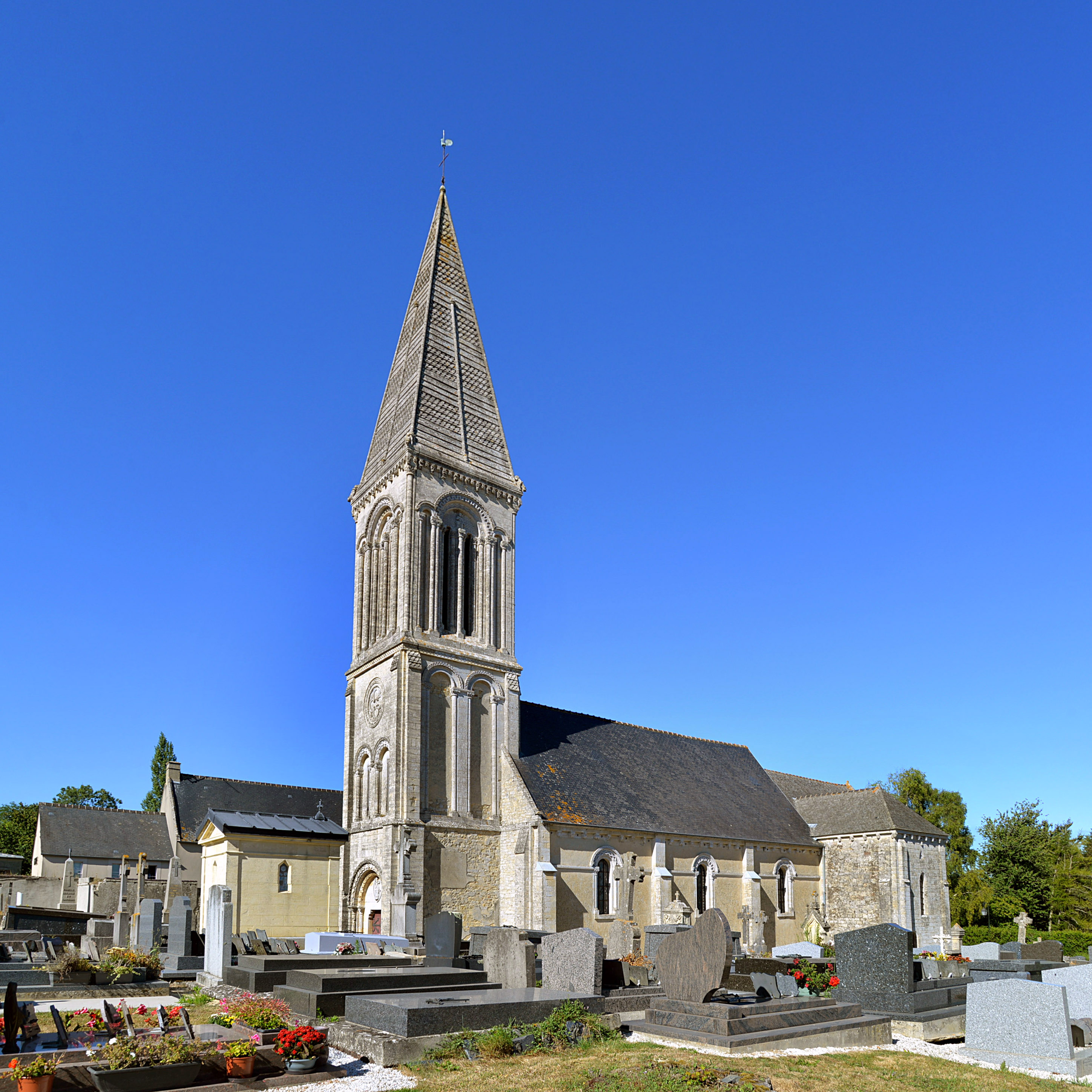
L'église vue sud-ouest.
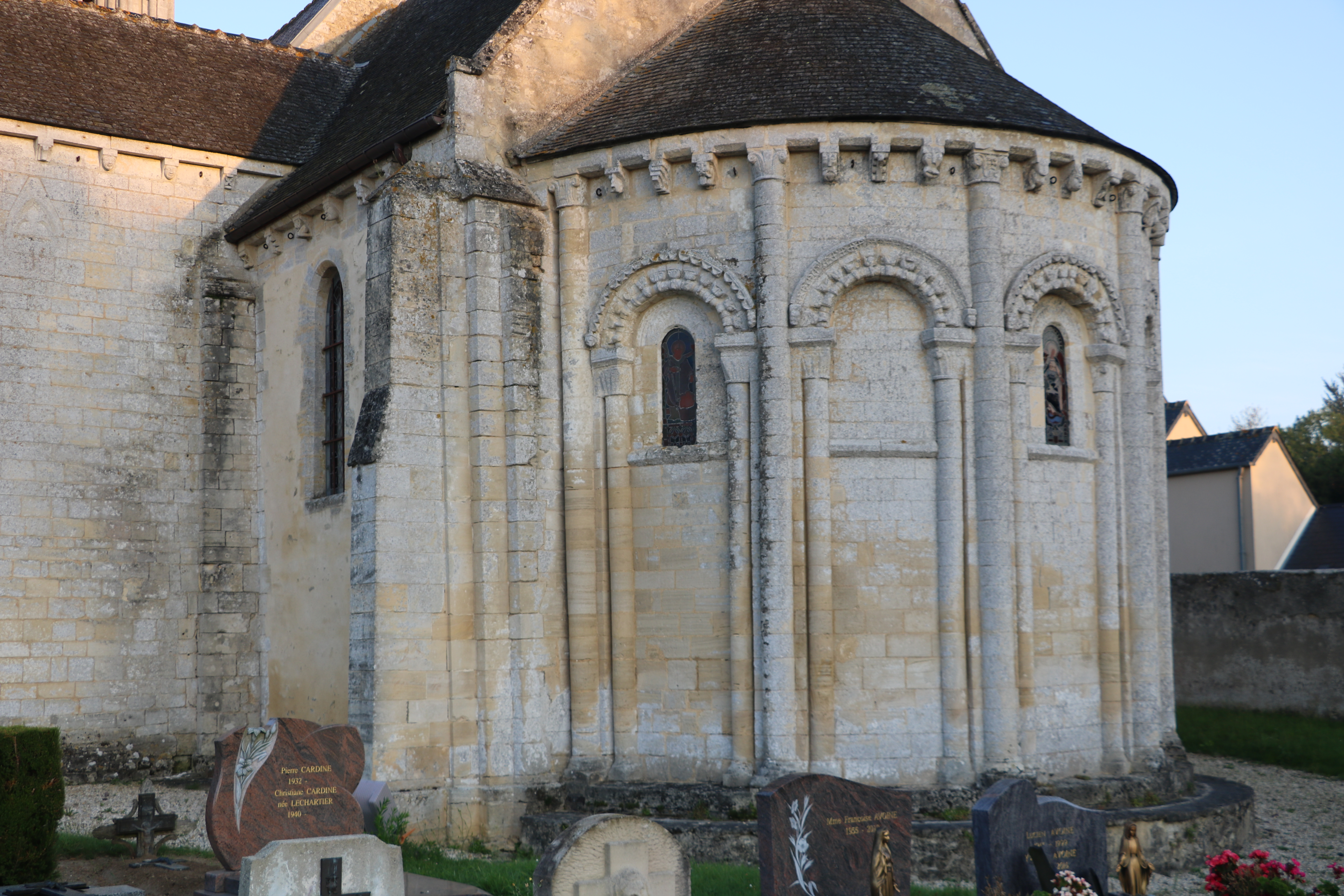
L'abside de l'église.
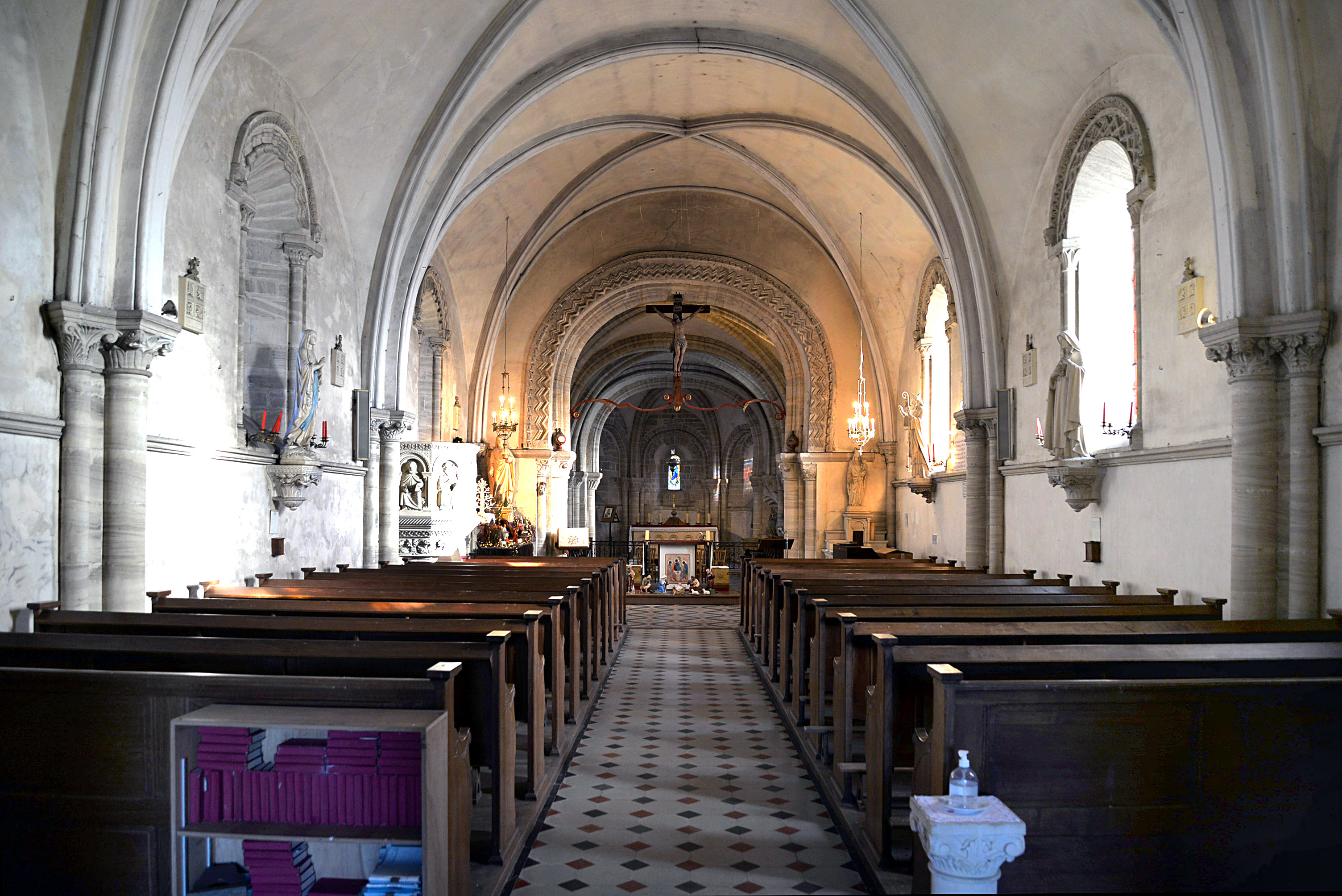
La nef de l'église.
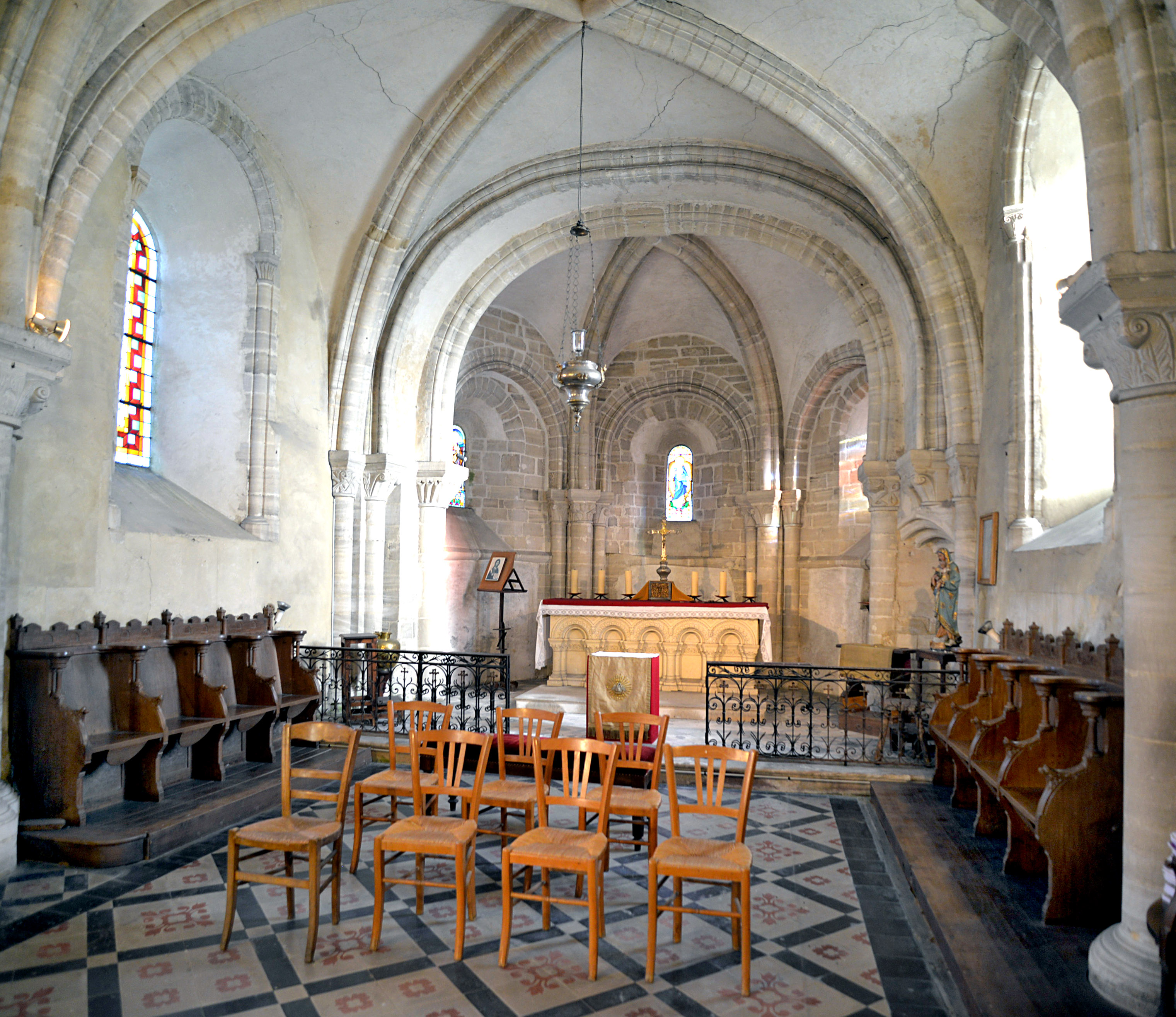
Le chœur de l'église.
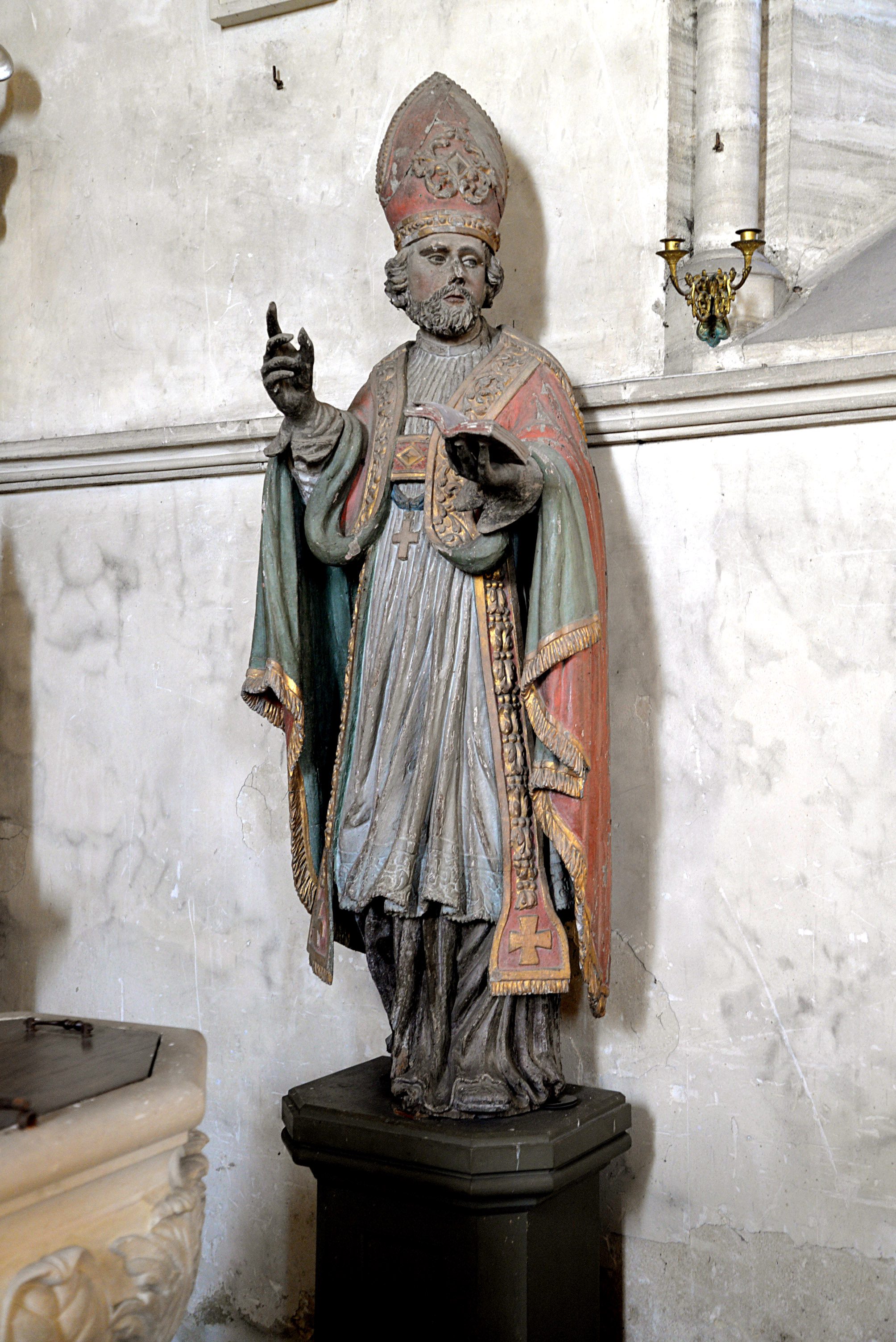
La Statue de Saint-Germain (XVIIè).
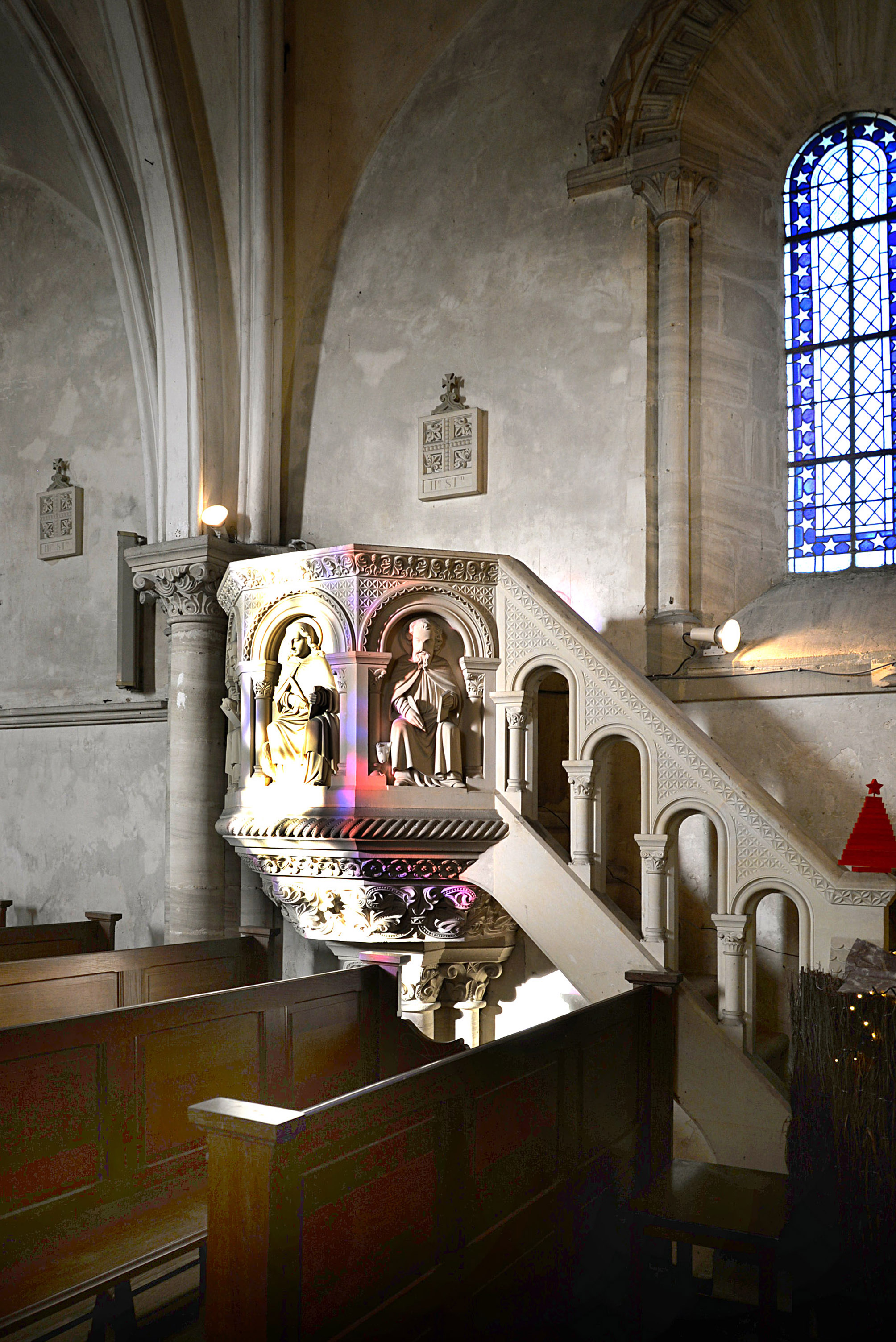
La chaire à prêcher de l'église.
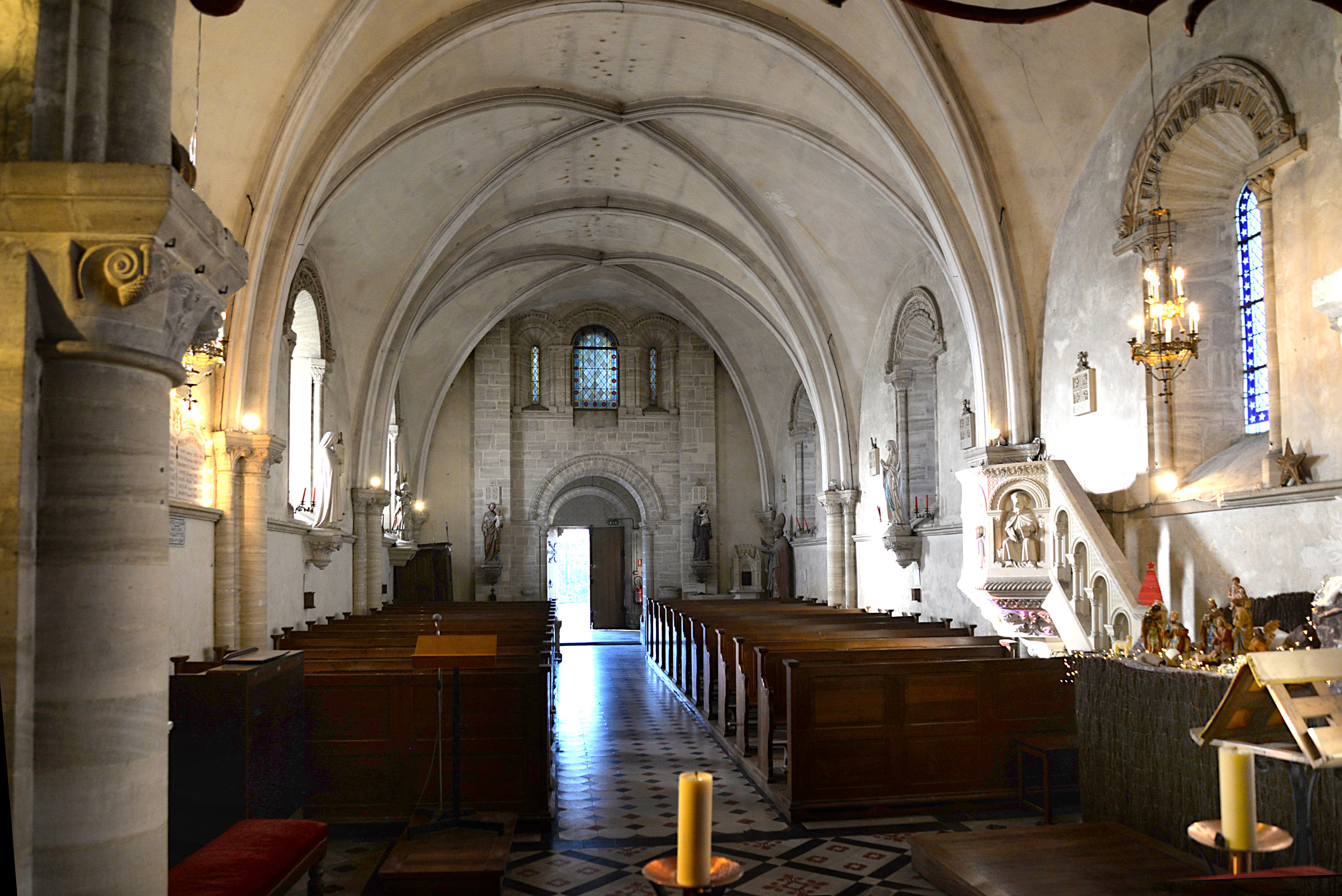
La nef depuis le chœur de l'église.
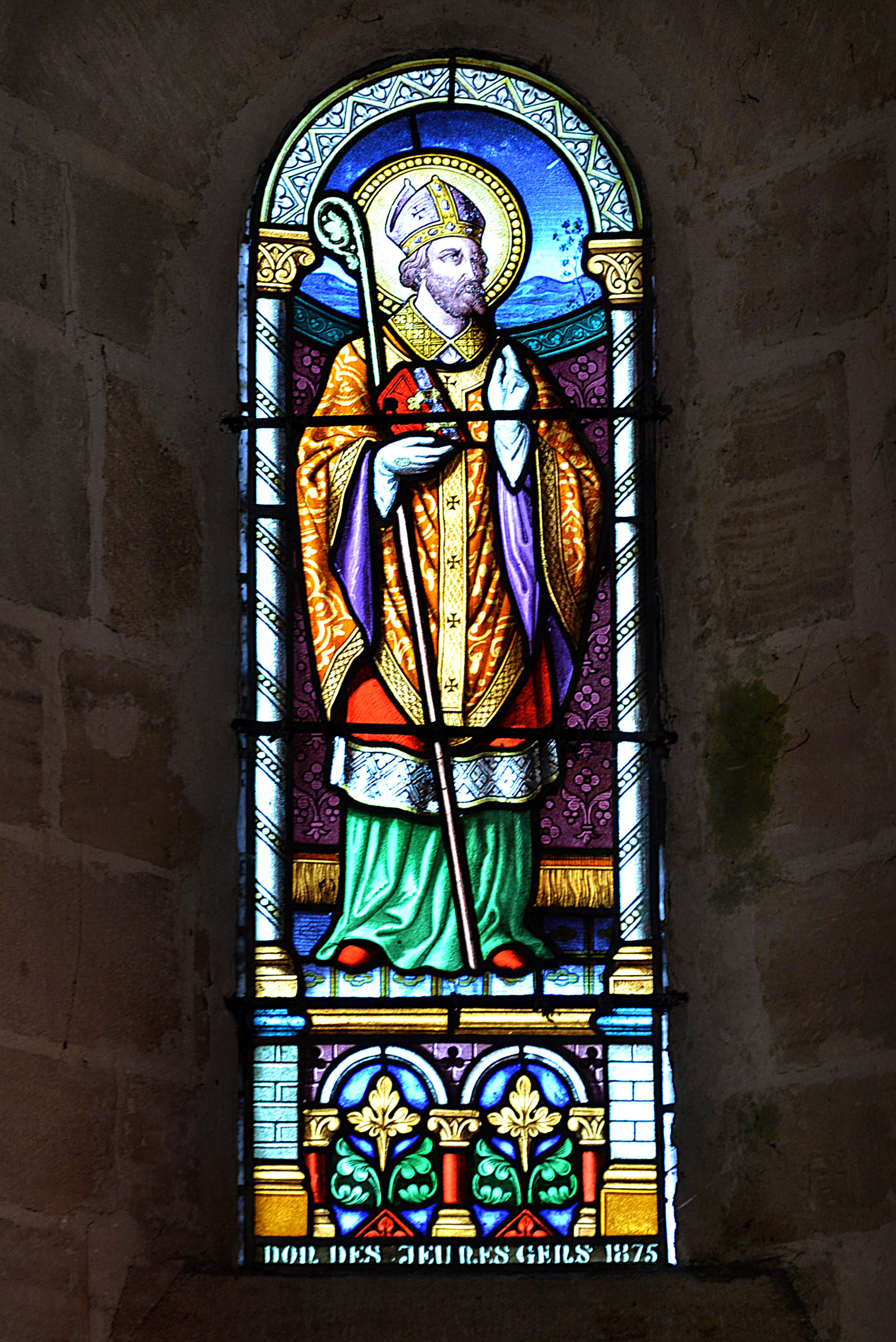
Vitrail de Saint-Germain au chevet de l'église.
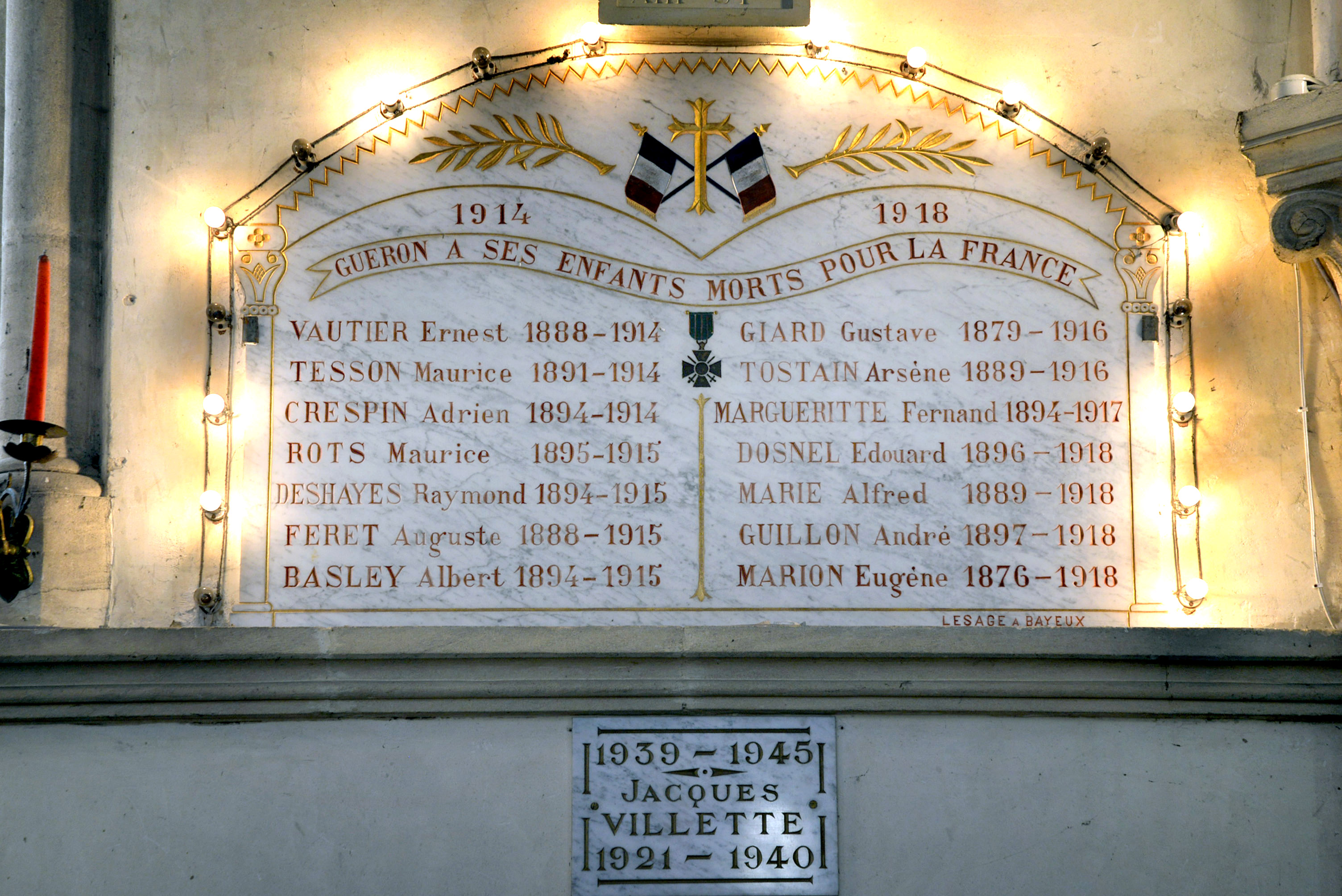
Plaques commémoratives dans l'église.